# Banco Safra
El Banco Safra es uno de los diez mayores bancos del Brasil, parte del grupo Safra. Con sede en la Avenida Paulista, en São Paulo; actúa en todos los sectores bancarios y tiene como público minorista personas físicas con alta renta y empresas.
Fue fundado en 1955 por Joseph Safra, junto a su padre Jacob Safra y su hermano Moise y Edmond Safra. Joseph adquirió la parte del banco y del Safra National Bank de Nueva York del hermano Moise en 2014, volviéndose su único propietario.

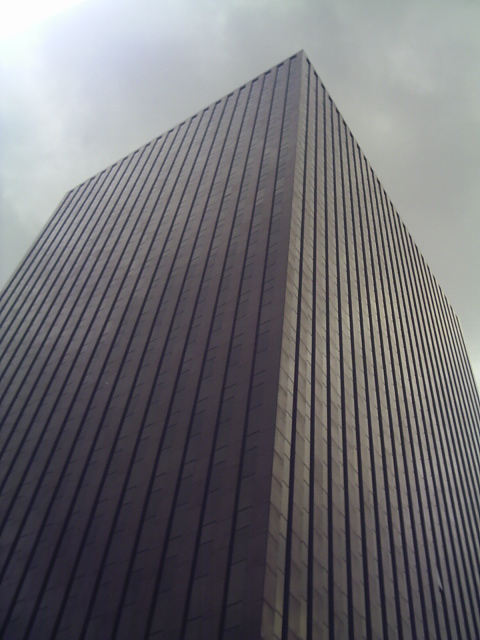
Sede del Banco Safra, en la Avenida Paulista, en São Paulo.

## Historia
La historia de la familia Safra en la banca se originó con el comercio de caravanas entre Alepo, Alejandría y Estambul durante el Imperio Otomano. Con el colapso del Imperio Otomano después de la Primera Guerra Mundial, los Safras se trasladaron a Beirut.
Los Safra decidieron mudarse a Brasil en 1952. En la década de 1960, Joseph Safra y su padre, Jacob Safra, fundaron el Banco Safra. La mayor parte de la comunidad judía siria sefardí brasileña se establecieron como comerciantes minoristas o mayoristas. Después de haber establecido muchas instituciones financieras en la capital del Líbano, Beirut en la década de 1950, Safras estableció un pequeño banco especializado que originó cartas de crédito entre los importadores sefardíes y los principales bancos. A partir de esta base crecieron a través de la adquisición y apertura de nuevas sucursales.
Debido al origen judaico de su fundador, el Banco Safra es el banco preferido de la colonia judaica brasileña. El banco opera en todas las áreas del sector financiero, que incluyen el arrendamiento financiero, la valor underwriting, la gestión de fondos de inversión y la intermediación bursátil, operaciones de seguros, operaciones de financiación comercial, gestión de activos y tesorería.